# Gareth Fry
Gareth Fry (geboren 1974) ist ein britischer Sounddesigner.

## Leben und Werk
Fry machte zunächst eine Ausbildung zum Aufnahmetechniker, bevor er sich für ein Studium an der Central School of Speech and Drama in London entschied. Er entwickelte das Sounddesign für diverse Theaterstücke, darunter:
- Shun-kin (Regie: Simon McBurney, Complicite, Setagaya Public Theatre, Tokyo, 2008 und Barbican, London, 2008)
- Richard III. von William Shakespeare (Regie: Sam Mendes, Old Vic Theatre, London, 2011)
- Der Meister und Margarita von Michail Bulgakow (Regie: Simon McBurney, Complicite, Barbican, London, 2012 und Festival d’Avignon, 2012, Wiener Festwochen 2012)
- Let The Right One In (Regie: John Tiffany, Apollo Theatre, London, 2014)
- David Bowie Is (V&A Museum, London, 2013 und Martin-Gropius-Bau, Berlin, 2014)

Seit 2007 besteht eine enge Zusammenarbeit mit der Regisseurin Katie Mitchell. Gareth Fry gestaltete das Sound Design für folgende ihrer Produktionen:
- Die Troerinnen von Jean-Paul Sartre nach Euripides (Royal National Theatre, 2007)
- Wunschkonzert von Franz Xaver Kroetz (Schauspiel Köln 2008 und Berliner Theatertreffen 2009)
- Fräulein Julie nach August Strindberg (Regie: Katie Mitchell und Leo Warner, Schaubühne am Lehniner Platz Berlin 2010)
- Wastwater von Simon Stephens (Royal Court Theatre London und Wiener Festwochen 2011)
- Die Ringe des Saturn von W. G. Sebald (Schauspiel Köln und Festival d’Avignon 2012)
- Reise durch die Nacht nach Friederike Mayröcker (Schauspiel Köln 2012, Berliner Theatertreffen und Festival von Avignon 2013)

## Auszeichnungen
- 2007: Olivier Award für Sounddesign - Waves nach Virginia Woolf (Regie: Katie Mitchell, National Theatre London)
- 2009: Olivier Award für Sounddesign - Black Watch von Gregory Burke (Regie: John Tiffany, National Theatre of Scotland, Edinburgh) ausgezeichnet.